# 胡鍊
胡鍊（1423年—？），字允智，江西吉安府廬陵縣人，民籍，明朝政治人物。進士出身。

## 生平
江西鄉試第二十一名。景泰二年（1451年）辛未科會試第一百六十五名，殿試登進士第三甲第二十二名。

## 家族
曾祖胡德可。祖父胡宗銘。父亲胡弘敷。